# Sukolelo
Sukolelo is een bestuurslaag in het regentschap Pasuruan van de provincie Oost-Java, Indonesië. Sukolelo telt 3512 inwoners (volkstelling 2010).